# Gert Denninger
Gert Albert Werner Denninger (* 19. September 1951 in Rügheim) ist ein deutscher Physiker und Hochschullehrer.

## Leben
Denninger wurde 1951 in Rügheim in Unterfranken geboren. Nach dem Abitur begann er als Stipendiat der Studienstiftung des deutschen Volkes ein Studium der Physik an der Universität Würzburg. Bei einem Auslandsaufenthalt an der Universität Warwick, erhielt er 1974 einen Bachelor of Science. 1978 erhielt er sein Diplom und promovierte anschließend bis 1982 an der Universität Würzburg im Bereich der Oberflächenphysik. 
Nach seiner Promotion wechselte Gert Denninger an die Universität Bayreuth, wo er sich 1987 bei Markus Schwoerer habilitierte. 1990 erhielt er den Rudolf-Kaiser-Preis.
Seit 1993 ist Denninger Professor für Experimentalphysik am zweiten physikalischen Institut der Universität Stuttgart. Denninger ist Vertrauensdozent der Studienstiftung des deutschen Volkes.
Denninger befasst sich mit den magnetischen Eigenschaften austauschgekoppelter Elektronenspinsysteme und ist einer der Pioniere der Anwendung der Overhauserspektroskopie.
Denninger ist verheiratet und hat zwei Töchter.